# 鈴木孝雄
鈴木 孝雄（すずき たかお、明治2年10月29日〈1869年12月2日〉 - 1964年〈昭和39年〉1月29日）は、日本の陸軍軍人。最終階級は陸軍大将。栄典は勲一等功三級。
第42代内閣総理大臣鈴木貫太郎の弟。砲兵監、第14師団長、陸軍技術本部長、軍事参議官を歴任。現役を退いてから靖国神社第4代宮司、大日本青少年団長、戦後は偕行社会長。
将校養成機関である陸軍士官学校が設立されて以降に任命された陸軍大将（皇族を除く）のうち、
- 陸軍大学校卒業者
- 陸軍砲工学校高等科優等卒業者
- 員外学生出身者

のいずれにも該当しない、唯一の人物である。

## 経歴
旧関宿藩士鈴木由哲の子として東京に生まれ、前橋中学校・成城学校を経て1889年（明治22年）11月、陸軍士官学校に入校し、1891年（明治24年）7月30日卒業する。士官候補生（士候）2期。1892年（明治25年）3月21日、陸軍砲兵少尉に任官し、野砲兵第1連隊附を命ぜられる。鈴木の士候2期の同期生には台湾軍司令官菅野尚一大将、朝鮮軍司令官森岡守成大将、中国で軍事顧問を務めた坂西利八郎中将や、侍従武官の山根一貫少将がいる。
1894年（明治27年）10月に中尉に進級した鈴木は日清戦争に出征し、帰還後の1896年（明治29年）11月、陸軍砲工学校を卒業し独立野戦砲兵大隊附を命ぜられる。1897年（明治30年）4月から第7師団副官となり、1902年（明治35年）12月から陸軍大学校教官を兼ねる。1904年（明治37年）3月、野砲兵第8連隊附となり、同年6月に日露戦争の動員下令と共に野砲兵第8連隊補充大隊長を命ぜられる。1905年（明治38年）1月、野砲兵第10連隊大隊長を命ぜられ2月に出征する。同年11月から関東総督府砲兵部員に移り、1907年（明治40年）2月、野砲兵監部附、同年11月、砲兵中佐に進級し近衛野砲連隊附を命ぜられる。
1909年（明治42年）4月、陸軍省軍務局課員の後、1911年（明治44年）9月からヨーロッパ出張を命ぜられる。1912年（明治45年）5月8日に野砲兵第21連隊長に任命され、7月15日、砲兵大佐に進級し、同8月に帰国する。1914年（大正3年）5月11日から陸軍省軍務局砲兵課長に就任、同6年8月6日には陸軍少将に進級して野砲兵第1旅団長、1919年（大正8年）2月20日、野戦重砲兵第1旅団長、1921年（大正10年）3月11日から陸軍士官学校長を務める。同年7月20日、陸軍中将に進級、1922年（大正11年）8月15日、砲兵監を拝命する。
1924年（大正13年）2月4日、第14師団長に親補され、同年8月20日、陸軍技術本部長に移る。1926年（大正15年）7月28日に軍事参議官に親補され、兼勤として引き続き陸軍技術本部長を命じられた。1927年（昭和2年）7月26日、陸軍大将に親任される。1928年（昭和3年）3月8日、陸軍技術本部長の兼勤を免じられる。1933年（昭和8年）3月30日、予備役、1935年（昭和10年）4月、後備役。
1938年（昭和13年）4月21日から靖国神社宮司を務め、1942年（昭和17年）8月には大日本青少年団長を兼ねる。青少年団長は1945年（昭和20年）6月に退任、靖国神社宮司は1946年（昭和21年）1月17日に退任する。同年、公職追放される。
戦後になって1952年（昭和27年）3月に追放解除。1954年（昭和29年）4月から旧陸軍将校たちでつくる偕行社会長に就任し、1958年（昭和33年）7月に退任する。
1964年（昭和39年）1月29日死去。

## 栄典
位階
- 1892年（明治25年）7月6日 - 正八位[4]
- 1897年（明治30年）12月15日 - 正七位[5]
- 1907年（明治40年）12月27日 - 正六位[6]
- 1917年（大正6年）8月30日 - 正五位[7]
- 1924年（大正13年）3月29日 - 正四位[8]
- 1927年（昭和2年）4月15日 - 従三位[9]
- 1930年（昭和5年）5月1日 - 正三位[10]

勲章等
- 1914年（大正3年）5月16日 - 勲三等瑞宝章[11]
- 1927年（昭和2年）9月6日 - 勲一等瑞宝章
- 1933年（昭和8年）7月21日 - 旭日大綬章[12]
- 功三級金鵄勲章

外国勲章佩用允許
- 1941年（昭和16年）12月9日 - 満州帝国：建国神廟創建記念章[13]

## 親族
- 内閣総理大臣鈴木貫太郎（男爵・海軍大将）は兄。永田茂陸軍中佐は末弟。
- 妻 鈴木モト 立見尚文陸軍大将の娘。
- 次男 鈴木英（海軍中佐、海将）、妻は内閣総理大臣岡田啓介（海軍大将）の三女・喜美子。
- 娘は建設大臣・衆議院議員の始関伊平に嫁ぐ。
- 娘の夏子は小田村有芳長男・嘉穂の妻。